# River (serie de televisión)
River es una serie de televisión británica de seis partes transmitida del 13 de octubre de 2015 hasta el 17 de noviembre de 2015 por medio de la cadena BBC One.
La serie fue creada por Abi Morgan y contó con la participación invitada de los actores Jim Loach, Amelia Lowdell, Julian Lewis Jones, Pippa Bennett-Warner, entre otros...

## Historia
La historia siguió al detective inspector de la policía John River, un brillante oficial de la Policía Metropolitana cuya falla es la fragilidad de su mente, River es perseguido y atormentado por visiones de las víctimas de los asesinos cuyos casos investiga.
Sin embargo cuando su compañera, confidente y amiga la detective sargento Jackie Stevenson es asesinada, River comienza a tener visiones de ella mientras intenta averiguar qué fue lo que le pasó.

## Reparto

### Personajes principales
| Actor             | Personaje                 | Ocupación                        | Episodios | Duración |
| ----------------- | ------------------------- | -------------------------------- | --------- | -------- |
| Stellan Skarsgård | John River                | Detective Inspector              | 6         | 2015     |
| Nicola Walker     | Jackie "Stevie" Stevenson | Detective Sargento               | 6         | 2015     |
| Adeel Akhtar      | Ira King                  | Detective Sargento               | 6         | 2015     |
| Lesley Manville   | Chrissie Read             | Detective Inspectora             | 6         | 2015     |
| Eddie Marsan      | Dr. Thomas Neill Cream    | Asesino "Envenenador de Lambert" | 6         | 2015     |
| Georgina Rich     | Rosa Fallows              | Psicóloga                        | 6         | 2015     |
| Owen Teale        | Marcus Mackenzie          | Superintendente de la Policía    | 6         | 2015     |
| Sorcha Cusack     | Bridie Stevenson          | -                                | 5         | 2015     |
| Josef Altin       | Christopher Railey        | Narcotraficante                  | 3         | 2015     |

### Personajes recurrentes
| Actor                | Personaje         | Ocupación          | Episodios | Duración |
| -------------------- | ----------------- | ------------------ | --------- | -------- |
| Turlough Convery     | Frankie Stevenson | -                  | 6         | 2015     |
| Roy Thorn            | -                 | Oficial de Policía | 6         | 2015     |
| Michael Maloney      | Tom Read          | -                  | 5         | 2015     |
| Steve Nicolson       | Jimmy Stevenson   | -                  | 5         | 2015     |
| Jim Norton           | Michael Bennigan  | -                  | 4         | 2015     |
| Steve Nicolson       | Jimmy Stevenson   | -                  | 5         | 2015     |
| Peter Bankole        | Haider Jamal Abdi | -                  | 3         | 2015     |
| Pippa Bennett-Warner | Tia               | -                  | 2         | 2015     |
| Lydia Leonard        | Marianne King     | -                  | 2         | 2015     |
| Franz Drameh         | Bruno Marconi     | -                  | 2         | 2015     |
| Shannon Tarbet       | Erin Fielding     | -                  | 2         | 2015     |
| Souleiman Bock       | Khaalid Mohamoud  | -                  | 2         | 2015     |

## Episodios
La temporada de la serie estuvo conformada únicamente por seis episodios.

## Premios y nominaciones
| Año  | Categoría         | Premio          | Nominados (as) | Resultado |
| ---- | ----------------- | --------------- | -------------- | --------- |
| 2016 | Best Drama Series | Rose D’Or Award | River          | Nominada  |

## Producción
La serie fue comisionada por Charlotte Moore y Ben Stephenson, creada por Abi Morgan, y contó con la participación de los directores Tim Fywell, Jessica Hobbs y Richard Laxton, de la escritora Abi Morgan, del productor Chris Carey y de los productores ejecutivos Jane Featherstone, Manda Levin, Abi Morgan y Lucy Richer.[cita requerida]
Creada por Kudos, fue distribuida globalmente por "Shine International". La música la compuso Harry Escott.[cita requerida]
La serie comenzó sus filmaciones en octubre del 2014, en Londres, y la estrenó la BBC el 13 de octubre del 2015, y se espera que se estrene internacionalmente el 18 de noviembre del 2015, en Netflix.